# Любахове
Люба́хове —  село в Україні, у Зноб-Новгородській селищній громаді Шосткинського району Сумської області. Населення становить 39 осіб. До 2016 орган місцевого самоврядування — Зноб-Трубчевська сільська рада.

## Географія
Село Любахове знаходиться за 3,5 км від лівого берега річки Знобівка. Примикає до села Українське, на відстані 2,5 км розташоване село Зноб-Трубчевська.

## Символіка
На гербі зображено вогонь у серці що символізує любов і назву населеного пункту (герб є промовистим). Колосок символізує сільське господарство, яке є основним заняттям селян. 

## Історія
Село було засновано в 1924 році переселенцями зі Зноб-Трубчевська та навколишніх населених пунктів і з дня заснування входило до складу Селецької волості Трубчевського повіту Брянської губернії, а з 1925 року — Трубчевської волості Почепського повіту Брянської губернії. До складу України село було передано лише 1 вересня 1926 року, після прийняття Президією ЦВК СРСР постанови від 16 жовтня 1925 р. «Про врегулювання кордонів УРСР з РРФСР і БРСР».
Любахове було невеликим населеним пунктом і в 1926 році налічувало 21 двір, у яких проживало 116 жителів, а в 1940 році — 52 двори і близько 200 жителів.
У роки Німецько-радянської війни село було повністю спалено німецько-нацистськими загарбниками, однак після війни відновлено і в 1960-х роках налічувало близько 50 дворів і понад 200 жителів. У селі працювала молочнотоварна ферма, свиноферма і птахоферма.
У 1960-х роках Любахове потрапило в розряд неперспективних населених пунктів і почало занепадати. Чисельність населення ньому з року в рік знижувалося і до 1 січня 2008 року в селі залишилося всього 13 дворів, у яких проживало 19 жителів, а нині ще менше.
12 червня 2020 року, відповідно до розпорядження Кабінету Міністрів України № 723-р «Про визначення адміністративних центрів та затвердження територій територіальних громад Сумської області», село увійшло до складу Зноб-Новгородської селищної громади.
19 липня 2020 року, в результаті адміністративно-територіальної реформи та ліквідації Середино-Будського району, село увійшло до складу новоутвореного Шосткинського району.